# Aubel
Aubel (valonă Åbe) este o comună francofonă din regiunea Valonia din Belgia. Comuna este formată din localitățile Aubel, Saint-Jean-Sart și La Clouse. Suprafața totală a comunei este de 18,83 km². La 1 ianuarie 2008 comuna avea o populație totală de 4.146 locuitori. 
1. ↑  Crossroad Bank of Enterprises, accesat în 12 august 2023